# Kaleigh Gilchrist
Kaleigh Gilchrist (Newport Beach, 16 de maio de 1992) é uma jogadora de polo aquático estadunidense, campeã olímpica.

## Carreira
Gilchrist fez parte da equipe campeã olímpica pelos Estados Unidos nos Jogos do Rio de Janeiro, em 2016.